# 玉科镇
玉科镇，是中华人民共和国四川省甘孜藏族自治州道孚县下辖的一个乡镇级行政单位。撤销甲宗镇、维它乡，设立玉科镇，以原甲宗镇和原维它乡所属行政区域为玉科镇的行政区域，玉科镇人民政府驻银克村希望路8号。

## 行政区划
甲宗乡下辖以下地区：
银克村和兴岛科村。